# Mira Milosevich
Mira Milosevich-Juaristi (Belgrado, 1966) es una investigadora, analista y escritora, actualmente investigadora sénior en el Real Instituto Elcano.
Milosevich se licenció en sociología y en ciencias políticas en la Universidad de Belgrado. En 1996 se estableció en Madrid, donde completó su formación convirtiéndose en doctora en Estudios Europeos por la Universidad Complutense de Madrid. También ha realizado formación complementaria en la Harvard Kennedy School y en el CSIS.
Como analista, se ha especializado en temas como la relación de rivalidad entre Rusia, China y EE.UU., así como el rol de Rusia en el ecosistema de seguridad internacional, teniendo en cuenta su política exterior y sus ambiciones en el espacio postsoviético. En esta línea, ha trabajado asesorando a diversos organismos nacionales e internacionales, como el Congreso Español, el Parlamento Europeo y el del Reino Unido, así como la OTAN y el Departamento de Estado de Estados Unidos, especialmente en temas relacionados con el uso de la desinformación como estrategia de Rusia en Occidente. Habla español, inglés, ruso y serbio y es colaboradora de la IE University.

## Publicaciones
- Las historias de los nacionalistas serbios (Espasa Calpe, 2000)
- El trigo de la Guerra. Nacionalismo y Violencia en Kosovo (Espasa Calpe, 2001)
- Breve Historia de la Revolución Rusa (Galaxia Gutenberg, 2017).
- El imperio Zombi. Rusia y el orden mundial (Galaxia Gutenberg, 2024)